# Prohegetotherium
Prohegetotherium — вимерлий рід ссавців пізнього олігоцену формацій Агуа-де-ла-П'єдра, Маріньо та Сарм'єнто в Аргентині, формації Салла в Болівії та формації Фрай-Бентос в Уругваї.

## Таксономія
Prohegetotherium включає три види: P. sculptum, P. schiaffinoi та P. malalhuense. Хоча Prohegetotherium shumwayi та P. crassus довгий час були синонімами P. sculptum, Kramarz and Bond (2017) обмежили P. sculptum голотипом, відкидаючи синонімію.